# Fratelli di San Francesco Saverio
I Fratelli di San Francesco Saverio (in latino Congregatio Fratrum a S. Francisco Xaverio) sono un istituto religioso maschile di diritto pontificio: i membri di questa congregazione laicale, detti comunemente Fratelli Saveriani, pospongono al loro nome la sigla C.F.X.

## Storia
La congregazione venne fondata a Bruges, in Belgio,  il 5 giugno 1839 da Theodor Rijken (1797-1871) per istruire ed educare la gioventù, specialmente in terra di missione: il vescovo di Bruges François-René Boussen approvò il primo regolamento della fraternità il 4 settembre 1841 e il 22 ottobre 1846 i primi postulanti emisero la loro professione dei voti religiosi.
Dal Belgio, i religiosi si diffusero prima in Inghilterra (1848) e poi soprattutto negli Stati Uniti d'America e nel Congo belga.
L'istituto ottenne il pontificio decreto di lode il 10 dicembre 1927: le sue costituzioni vennero approvate dalla Santa Sede il 12 gennaio 1931 e, definitivamente, il 7 novembre 1939.

## Attività e diffusione
I Fratelli Saveriani si dedicano all'istruzione e all'educazione cristiana della gioventù.
Sono presenti in Belgio, Bolivia, Repubblica Democratica del Congo, Haiti, Kenya, Lituania, Regno Unito e Stati Uniti d'America: la sede generalizia è a Baltimora.
Al 31 dicembre 2005, la congregazione contava 82 case e 227 religiosi.